# Santuario di Sant'Anna (Lettere)
Il santuario di Sant'Anna è una chiesa monumentale di Lettere ed è sede della parrocchia di Santa Maria Assunta e San Giovanni Battista; è stata inoltre cattedrale della soppressa diocesi di Lettere ed al suo interno si venera sant'Anna, patrona della città.

## Storia
Quando la cattedrale nei pressi del castello di Lettere, dedicata a santa Maria Trinitatorum, divenne troppo piccola per le esigenze religiose, papa Pio V diede l'approvazione per edificare una nuova cattedrale, più grande e spostata nei pressi del centro del borgo. I lavori di costruzione iniziarono nel 1570 e terminarono nel 1600, ma la chiesa fu solennemente consacrata solo nel 1696 e dedicata a santa Maria Assunta e san Giovanni Battista: la prima struttura era caratterizzata da una semplice navata centrale, a cui in seguito furono aggiunti il transetto e la cupola del presbiterio.
Le prime opere di restauro ed ampliamento si ebbero nel 1706, per volontà di monsignor Giovanni Cito, con la costruzione del campanile; nel 1721 venne completata la cappella dedicata a sant'Anna, voluta da monsignor Domenico Galisio, il quale fece aggiungere anche il coro, il battistero e una balaustra in marmo, poi rimossa. Anche sotto il vescovo Agostino Giannini furono svolti altri lavori di abbellimento, nel periodo compreso tra il 1740 ed il 1756; tuttavia fu verso la fine del XVIII secolo che si iniziò ad ipotizzare una nuova copertura, in quanto quella esistente era divenuta ormai fatiscente: la morte del vescovo Francesco D'Afflitto e la sede vacante per sei anni, ritardò l'inizio dei lavori.
Nel 1789 Ferdinando I delle Due Sicilie stanziò una cifra di denaro per il restauro, vennero studiati due progetti, opera dell'ingegnere Giovanni Del Ganzi, di cui uno risultò il vincente nel 1790 e nell'anno successivo, con la nomina del nuovo vescovo Bartolomeo Criscuolo, la realizzazione della nuova copertura ebbe inizio. Tra il 1863 ed il 1875 fu ristrutturata la cappella di Sant'Anna, mentre nei primi anni del XXI secolo venne nuovamente rifatta la copertura, restaurata la facciata e sostituiti gli arredi interni.

## Descrizione
Alla chiesa si accede tramite una scalinata in piperno; la facciata, modellata più volte nel corso degli anni, si presenta strutturata nella parte centrale da un portale d'ingresso, sormontato da un finestrone semicircolare e lateralmente caratterizzato da una coppia di lesene, che racchiudono una nicchia, dove sono ospitate da un lato la statua di san Pietro e dall'altra quella di san Paolo, entrambe in stucco, realizzate nella seconda metà del XVIII secolo da uno scultore napoletano: la facciata si conclude con le paraste che sostengono un timpano triangolare spezzato. Il portale d'ingresso in bronzo è stato realizzato dallo scultore Tommaso Gismondi nel 1982 per volere di Gaetano Rosanova: benedetto dal vescovo Antonio Zama, ha un peso di circa venti quintali ed è composto da nove pannelli, otto dei quali, quattro a destra e quattro sinistra, raffigurato scene del Nuovo Testamento come l'Annunciazione, la Natività, il Battesimo di Gesù, l'Ultima Cena, la Crocifissione, la Risurrezione, la Discesa dello Spirito Santo e l'Assunzione, mentre sul grande pannello superiore è raffigurata sant'Anna portata in processione e sullo sfondo il castello di Lettere; il portale si completa con una cornice decorata con grappoli d'uva e spighe di grano e gli stemmi di papa Giovanni Paolo II e del vescovo Zama.
Internamente la chiesa è lunga trentasei metri, larga dieci ed alta sedici: si presenta a croce latina, con navata unica, volta a botte a cassettoni e pavimentazione in marmo. Superato l'ingresso, ai lati, sono poste due acquasantiere e due lapidi che ricordano rispettivamente la riconsacrazione del tempio da parte di Angelo Maria Scanzano nel 1838 e il millenario della fondazione dell'ex diocesi di Lettere; addossata alla controfacciata, sulla cantoria sostenuta da due colonne, è posto un organo del XX secolo, realizzato dalla ditta Pacifico. Ai lati della navata, incastonate in archi e lesene in ordine ionico, si aprono sul lato destro quattro cappelle, mentre sul lato sinistro tre: le cappelle del lato destro sono dedicate, la prima, a san Michele Arcangelo, con tela del XVII secolo di autore ignoto, nella quale è anche conservata una lapide sepolcrale, la seconda a san Domenico, senza altare e con tela di ignoto del XVIII secolo, a cui si aggiunge un confessionale del XVII secolo e un'ulteriore lapide, la terza a san Giuseppe, con altare in marmo policromo e statua lignea del santo con in braccio il Bambino Gesù, entrambe del XVIII secolo, e la cappella della Pietà, in origine di patronato della famiglia Coppola, con tela del XVIII secolo. Le cappelle sul lato sinistro invece ospitano una tela raffigurante la Madonna tra san Pietro e san Giovanni Battista, opera di Nicola De Mimaco del 1722, oltre ad un fonte battesimale in marmo policromo fatto realizzare da monsignore Agostino Giannini nel 1765, in un'altra, la tela dell'Immacolata, probabilmente sempre del De Mimaco, un confessionale del XVII secolo, una statua in bronzo del 1986 effigiante il Battesimo di Cristo, opera di Egidio Ambrosetti e una lastra marmorea sepolcrale della famiglia Fattorosi e Barnabà e nell'ultima una tela rappresentante l'Annunciazione, realizzata tra il 1711 ed il 1724, oltre a una lapide della famiglia De Fusco. Sullo stesso lato si apre l'ingresso alla sagrestia, nella quale sono conservati: registri a partire dal XVI secolo, numerosi ex voto, una statua lignea del XVII secolo raffigurante l'Ecce homo, una stele funeraria dedicata a Cornelio Quartione ed un'urna cineraria del II o III secolo dedicata a Miniaria Prisca, vissuta tre anni, due mesi ed otto giorni, oltre ai vari paramenti per le funzioni religiose. Sull'arco trionfale trova sede un crocifisso in legno del XIV secolo, opera di un ignoto spagnolo, originariamente ospitato nella cappella di Sant'Anna.
Al centro del transetto si trova un altare realizzato con i marmi provenienti dallo smembramento della balaustra; sulla parte destra, oltre ad un altro altare in marmo policromo del XIX secolo, è posta la tela raffigurante la Madonna del Carmine con san Giovanni Battista, san Lorenzo e sant'Orso, del XVIII secolo, un organo settecentesco e una statua dell'Immacolata. Nella parte sinistra del transetto si trova un quadro della Madonna del Rosario tra san Domenico e san Tommaso, una statua della Madonna del Rosario con il Bambino, entrambi con corone d'argento realizzate da Lorenzo Cavaliere e una tela di Santa Lucia, san Giovanni Battista, sant'Aniello ed il beato Fusco, del XVI secolo. Dal transetto si accede a due cappelle: una con statua del Sacro Cuore di Gesù, del XX secolo, in cartapesta, altare in marmo policromo, con al centro medaglione raffigurante Cristo che porta la croce e una tela del 1855 della Madonna del Rosario con i quindici misteri, mentre l'altra cappella è dedicata alla patrona della città, sant'Anna. Nella cappella di Sant'Anna, costruita nel 1721, sull'altare, è posto la statua lignea risalente al 1503 e commissionata da Antonio Mirobello: diversi giorni prima della festività, che cade il 26 luglio, quando la statua viene posta sull'altare maggiore, la gente usa raccogliere la polvere che si posa sul monumento durante il corso dell'anno. Nella parte alta della cappella sono presenti due mezzi busti in legno dei santi Orso e Clemente a sinistra e Candida e Lucida a destra: di questi santi sono conservati, in reliquari lignei, le ossa, donate dal vescovo Onofrio De Ponte, che le aveva ricevute dal cardinale Giambattista De Alteriis; a queste si aggiungono le ossa di diciannove martiri ed il sangue pietrificato di santo Stefano. Completano la cappella due tele, opera di De Mimico, ritraenti San Giuseppe ed il Bambino e San Giovanni Evangelista. Il presbiterio ha una pianta quadrata: l'altare maggiore è realizzato in marmi policromi ed al centro è posta la tela dell'Assunzione della Vergine, opera di Giuseppe Martorelli del XVIII secolo; ai lati sono disposti vari frammenti di lapidi che ricordano eventi della storia religiosa di Lettere.
Esternamente alla chiesa è il campanile: alto circa trentadue metri, è stato edificato nel 1706 per volere di monsignor Giovanni Cito, danneggiato poi dal terremoto del 1980, è stato restaurato nel 2006; realizzato in parte in pietra calcarea ed in parte in tufo, ha uno stile moresco ed è suddiviso in quattro livelli: i primi tre sono a base quadrata, mentre l'ultima parte, che ospita la cella campanaria, è a pianta ottagonale, per poi terminare a guglia. Nella parte centrale è posto un orologio, mentre è possibile raggiungere la sommità tramite una scala che nella prima parte è in muratura per poi proseguire in ferro.